# Ulf Stureson
Ulf Stureson, född 12 mars 1961, är en svensk artist och musiker (gitarrist och basist). 
Mellan 1989 och 1995 var han en del av Traste Lindéns Kvintett men sedan 1996 är han soloartist och har blivit känd för att skriva mycket personliga låttexter.

## Bakgrund
Stureson växte upp i Viken mellan Edsbyn och Alfta i Hälsingland. Som 17-åring, 1978, flyttade han till Bollnäs. Fem år senare, 1983, flyttade han till Stockholm, där han i huvudsak har varit bosatt sedan dess. Stureson blev tidigt intresserad av att spela musik, och har omtalat Olle Ljungström som sin "stora idol i tonåren," under Ljungströms tid i gruppen Reeperbahn.

## Karriär
Stureson började på allvar spela i band efter sin flytt till Stockholm 1983, och spelade i flera grupper under de kommande åren, till exempel Traste och Superstararna. Det var dock först när han blev del av Traste Lindéns Kvintett år 1989 som musikkarriären verkligen tog fart. Stureson sjöng och spelade bas och munspel i Traste Lindéns Kvintett tills gruppen upplöstes 1995.
Stureson solodebuterade 1996 med albumet I overkligheten; skivan lär inte ha blivit någon stor försäljningsframgång, men den fick goda recensioner, och fanns med på tidningen Sonics lista över de 100 bästa svenska musikalbumen genom tiderna (2013). Efter I overkligheten följde Stureson upp med soloalbumen Ulf Stureson (2000), Allt jag ville säja (2003) och Beroende (2007), innan han tog en flera år lång paus från musikbranschen.
Hösten 2017 gjorde Stureson comeback med albumet Alfta förr och nu, efterföljd av en turné. Skivan fick mycket positiva recensioner; t.ex. 5/5 i Värmlands Folkblad och 4/5 i Aftonbladet.
I november 2023 gav ut singeln "När du kom”" på Adrian Recordings. I januari 2024 kom albumet VI. Samma dag gav Sturesons sambo Lina Selleby ut albumet Lyckan. Ovetande om vad den andre gjort hade kollegorna Selleby och Stureson skrivit låtar om varandra på varsitt håll och så småningom blev de ett par. Deras kärlekshistoria skildras från varsitt perspektiv i de två albumen. Stureson och Selleby var ett par fram till hennes död i augusti 2024. 

## Diskografi
Soloalbum
- I overkligheten (1996)
- En annorlunda värld (1999) EP
- Ulf Stureson (2000)
- Allt jag ville säja (2003)
- Beroende (2007)
- Alfta förr och nu (2017)
- I overkligheten (Demos -94) (2023)
- VI (2024)